# Izbor prvih Isusovih učenika
Izbor prvih Isusovih učenika je ključna epizoda u životu Isusa u Novom zavjetu.

## Evanđelje po Ivanu
U Evanđelju po Ivanu prvi učenici su također učenici Ivana Krstitelja, a jedan od njih je identificiran kao Andrija, brat apostola Petra:
```
Sutradan opet stajaše Ivan s dvojicom svojih učenika. Ugleda Isusa koji je onuda prolazio i reče: "Evo Jaganjca Božjega!" Te njegove riječi čula ona dva njegova u?enika pa pođoše za Isusom. Isus se obazre i vidjevši da idu za njim, upita ih: "Što tražite?" Oni mu rekoše: "Rabbi" - što znači: "Učitelju - gdje stanuješ?" Reče im: "Dođite i vidjet ćete." Pođoše dakle i vidješe gdje stanuje i ostadoše kod njega onaj dan. Bila je otprilike deseta ura. Jedan od one dvojice, koji su čuvši Ivana pošli za Isusom, bijaše Andrija, brat Šimuna Petra. On najprije nađe svoga brata Šimuna te će mu: "Našli smo Mesiju!" (Iv 1,35-41)
```

Andrija se često naziva Protokletos ili "prvi put zvan".

## Evanđelje po Mateju
Evanđelje po Mateju i Evanđelje po Marku govore o pozivu prvih učenika na Galilejskom jezeru:
```
Prolazeći uz Galilejsko more, ugleda dva brata, Šimuna zvanog Petar i brata mu Andriju, gdje bacaju mrežu u more; bijahu ribari. I kaže im: "Hajdete za mnom, učinit ću vas ribarima ljudi!" Oni brzo ostave mreže i pođu za njim. (Mt 4,18-20)
```

Luka u Evanđelju izvještava o pozivu na Galilejskom jezeru, ali zajedno s prvim čudesnim ulovom riba. U svim izvješćima Evanđelja, ova se epizoda odvija nakon Krštenja Isusova.